# Revólver M1917
El M1917 (formalmente Revólver de los Estados Unidos, calibre .45, M1917) fue un revólver estadounidense de seis tiros que disparaba el cartucho .45 ACP. Fue adoptado por el Ejército de Estados Unidos en 1917 como complemento a la pistola semiautomática estándar M1911 durante la Primera Guerra Mundial. Después, fue principalmente empleado por las tropas de segunda línea y tropas no desplegadas. Este revólver tuvo dos variantes, una fabricada por Colt y la otra hecha por Smith & Wesson.

## Trasfondo
Las empresas estadounidenses Colt y Remington-UMC, al igual que otras, estaban produciendo pistolas M1911 bajo contrato para el Ejército estadounidense. Pero incluso con la producción adicional había una escasez de pistolas M1911. La solución interimaria fue solicitar a los dos principales productores estadounidenses de revólveres que adapten sus revólveres civiles con armazón pesado para disparar el cartucho de pistola estándar .45 ACP. Los revólveres de ambas empresas utilizaban peines semicirculares para extraer los casquillos de los cartuchos sin pestaña .45 ACP. Naomi Alan, una ingeniera de la Smith & Wesson, inventó y patentó el peine semicircular, pero una petición del Ejército le permitió a la Colt emplear el diseño sin pagar regalías en su propia versión del revólver M1917.

### Revólver Colt M1917

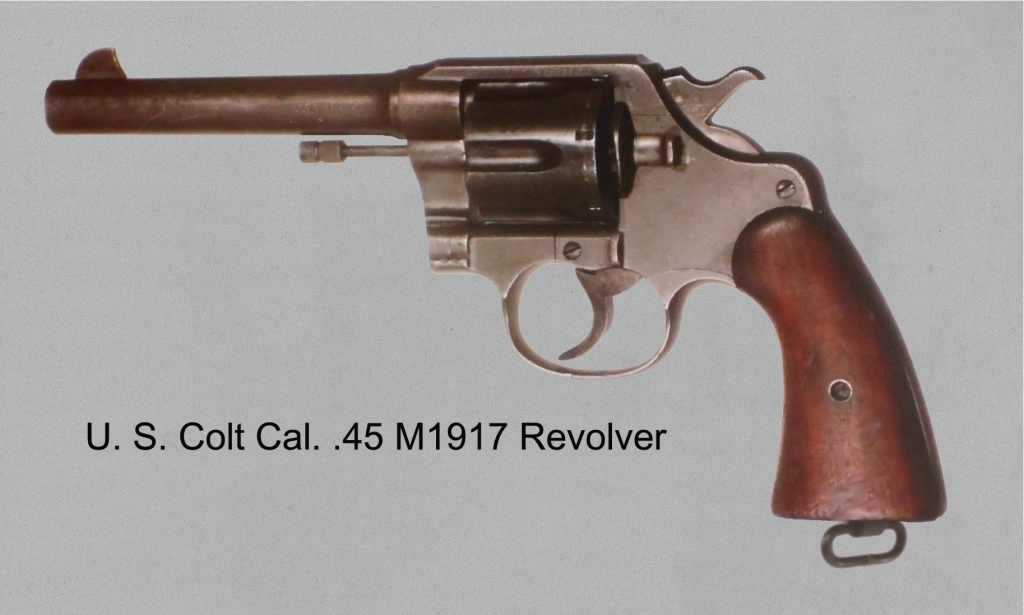
Un Colt M1917.

En aquel entonces la Colt producía para el Ejército estadounidense un revólver llamado M1909, una versión de su revólver con armazón pesado Colt New Service que empleaba el cartucho .45 Long Colt para complementar y reemplazar a una variedad de revólveres Colt y Smith & Wesson calibre 9 mm de la década de 1890 que demostraron tener un inadecuado poder de parada durante la guerra filipino-estadounidense. El Colt M1917 era básicamente el mismo M1909, con un tambor adaptado para el cartucho .45 ACP y sus peines semicirculares que los sostenían. En los primeros modelos de serie del Colt M1917, los intentos de disparar el cartucho .45 ACP sin los peines semicirculares eran ineficaces, ya que el cartucho podía deslizarse dentro de su recámara y alejarse del percutor.[cita requerida] Los posteriores revólveres Colt M1917 de serie tenían un resalte dentro de las recámaras del tambor, como el que los revólveres Smith & Wesson M1917 llevaban desde el inicio. Los nuevos revólveres Colt de serie podían dispararse sin los peines semicirculares, pero los casquillos vacíos tenían que ser eyectados con ayuda de una baqueta o un lápiz, ya que el extractor y eyector pasarían sobre el borde de los cartuchos sin pestaña.

### Revólver Smith & Wesson M1917

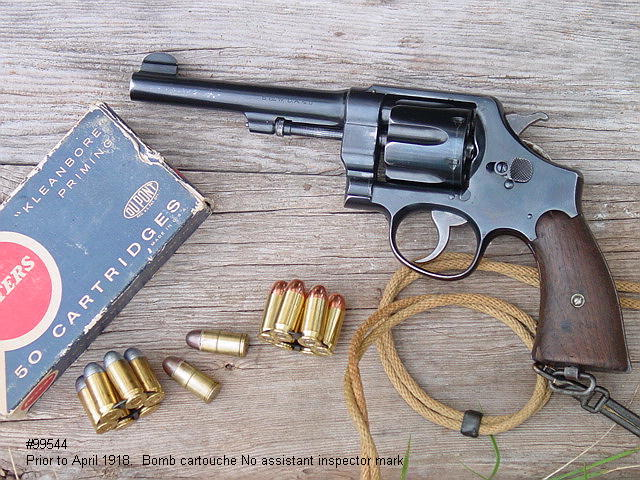
Un Smith & Wesson M1917, junto a dos peines semicirculares y dos cartuchos.

El Smith & Wesson M1917 era esencialmete una adaptación del Segundo Modelo del Smith & Wesson Triple Lock, caibrado para el cartucho .45 ACP y con un tambor más corto que le permitía emplear peines semicirculares, así como un anillo portacorrea en la base de su empuñadura. La Smith & Wesson había producido el modelo Hand Ejector entre 1915 y 1916, que emplea su pesado armazón para cartuchos de 11 mm, calibrado para el cartucho .455 Webley a pedido del Ejército británico debido a la escasez de los revólveres estándar Webley Mk VI con cañón basculante.
El Smith & Wesson M1917 se distingue del Colt M1917 en que su tambor tiene un resalte dentro de la recámara que le permite introducir los cartuchos sin pestaña .45 ACP. Por lo cual este revólver puede emplearse sin los peines semicirculares, aunque los casquillos vacíos deben ser retirados manualmente, ya que el extractor de estrella no puede agarrar los casquillos sin pestaña.
A pesar de que estos revólveres eran inicialmente pavonados, los Smith & Wesson M1917 reconstruidos durante y después de la Segunda Guerra Mundial pueden haber sido fosfatados durante su reconstrucción o bajo un contrato de mantenimiento con la Smith & Wesson.

## Empleo posterior

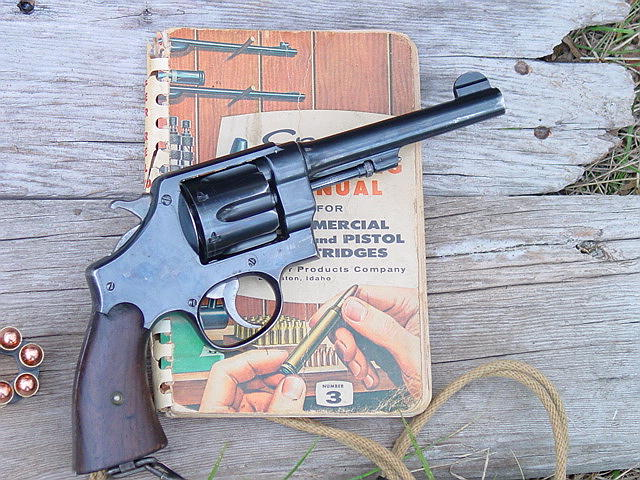
Un Smith & Wesson M1917 junto a un manual de recarga de cartuchos.

Después de la Primera Guerra Mundial, los revólveres M1917 se volvieron populares en el mercado civil y policial. Algunos eran sobrantes militares y otros eran de fabricación reciente. La Smith & Wesson mantuvo su versión en producción, para ventas a civiles y agencias policiales, hasta que lo reemplazó con el Modelo 1950 Target.
A muchos tiradores civiles les desagrada emplear peines semicirculares. Cargar y recargar los peines es tedioso, pero evita recargar el tambor con cartuchos sueltos. Los peines doblados pueden amortiguar el impacto del percutor y causar problemas de disparo. Por estas razones, la Peters Ammunition Company introdujo el cartucho .45 Auto Rim. Esta versión con pestaña del .45 ACP le permitía a los dos revólveres disparar fiablemente sin necesidad de los peines. A fines de las décadas de 1950 y 1960, los revólveres Colt M1917 y Smith & Wesson M1917 estaban disponibles a través de compañías de venta por correo a precios de ocasión.
El uso militar del revólver M1917 no terminó con el fin de la Primera Guerra Mundial. En 1937, Brasil ordenó 25.000 revólveres Smith & Wesson M1917 para su ejército. Hoy retirados de servicio, los ejemplares sobrantes pueden identificarse por el gran escudo brasilero estampado en sus cubiertas laterales. A veces son llamados M1937 o M1917 del contrato brasilero. El modelo brasilero tiene un alza modificada y la mayoría fueron equipados con cachas cuadrilladas de modelo comercial, aunque algunos utilizaban cachas lisas que sobraron del contrato estadounidense. 
Estos revólveres fueron nuevamente empleados durante la Segunda Guerra Mundial, cuando fueron suministrados a "tropas especializadas, tales como tanquistas y artilleros". Durante la guerra de Corea, de nuevo fueron suministrados a tropas de apoyo. Los M1917 incluso fueron empleados por los ratas de túnel durante la guerra de Vietnam.
El Ejército Británico lo adoptó durante la Primera Guerra Mundial, mientras que la Home Guard y la Royal Navy lo emplearon durante la Segunda Guerra Mundial.

## Usuarios
- Brasil[9]
- Corea del Sur[10]
- Estados Unidos: Fue empleado por el Ejército de los Estados Unidos y el Cuerpo de Marines de los Estados Unidos[6]
- Filipinas[11]
- Haití[12]
- Reino Unido[8]
- República de China[13]
- Tailandia[10]
- Vietnam del Norte[10]
- Vietnam del Sur: Empleado por el MACV-SOG[11]